# توماس هايمان
توماس هايمان هو سياسي نيوزيلندي، ولد في 24 مايو 1904، وتوفي في 2 يناير 1962. انتخب وزير الزراعة ‏ (2 مايو 1961 – 2 يناير 1962) وانتخب عضو مجلس النواب النيوزيلندي ‏.